# Kevin Flynn (homme politique)
Pour les articles homonymes, voir Kevin Flynn.
Kevin Flynn  (né en 1955 à Liverpool, Angleterre) est un homme politique provincial canadien.

## Biographie
Né à Liverpool en Angleterre, Flynn immigra avec sa famille au Canada à l'âge de 12 ans. Avant son entrée en politique, il travailla dans une petite entreprise et servit à la Chair of the Financial Department des Jardins botaniques royaux.

## Politique
Lors des élections provinciales de 1985, il se présenta pour le Nouveau Parti démocratique dans la circonscription d'Oakville. Il sera défait et terminera troisième.
L'année suivante, il sera élu conseiller municipal de Oakville et conseiller de la Municipalité régionale de Halton.
En 1999, il tente une seconde tentative en politique provinciale en tant que candidat libéral de Oakville. Le député progressiste-conservateur sortant Gary Carr sera réélu.
Après la retraite de Carr de la politique provinciale, il tenta à nouveau sa chance en 2003. Élu député, il devint assistant parlementaire du Ministère du Travail en 2004 et ensuite assistant parlementaire du Ministère de l'Énergie, du Ministère de l'Environnement, du Ministère de la Formation et des Collèges et Universités et du Ministère de l'Éducation.
Réélu en 2007 et en 2011, il est candidat sans succès au poste de Président de l'Assemblée législative face au député de Brant, Dave Levac.
Réélu en 2014, il devient ministre du Travail. Il sera emporté par la défaite des Libéraux lors des 2018 contre le progressiste-conservateur Stephen Crawford.